# Shikatronics
Shikatronics était le nom d'une entreprise québécoise (canadienne) fabricant des produits de mémoire informatique et distribuant d'autres types de produits informatiques.  Elle fut fondée en 1989 par Alnoor Sheriff.  Son siège social fut situé à La Prairie au Québec (Canada) et l'entreprise détenait des bureaux satellites situés à Toronto (Ontario) (USA) et au Mexique.
Shikatronics ferma définitivement ses portes en mai 2008.